# واهان دریان

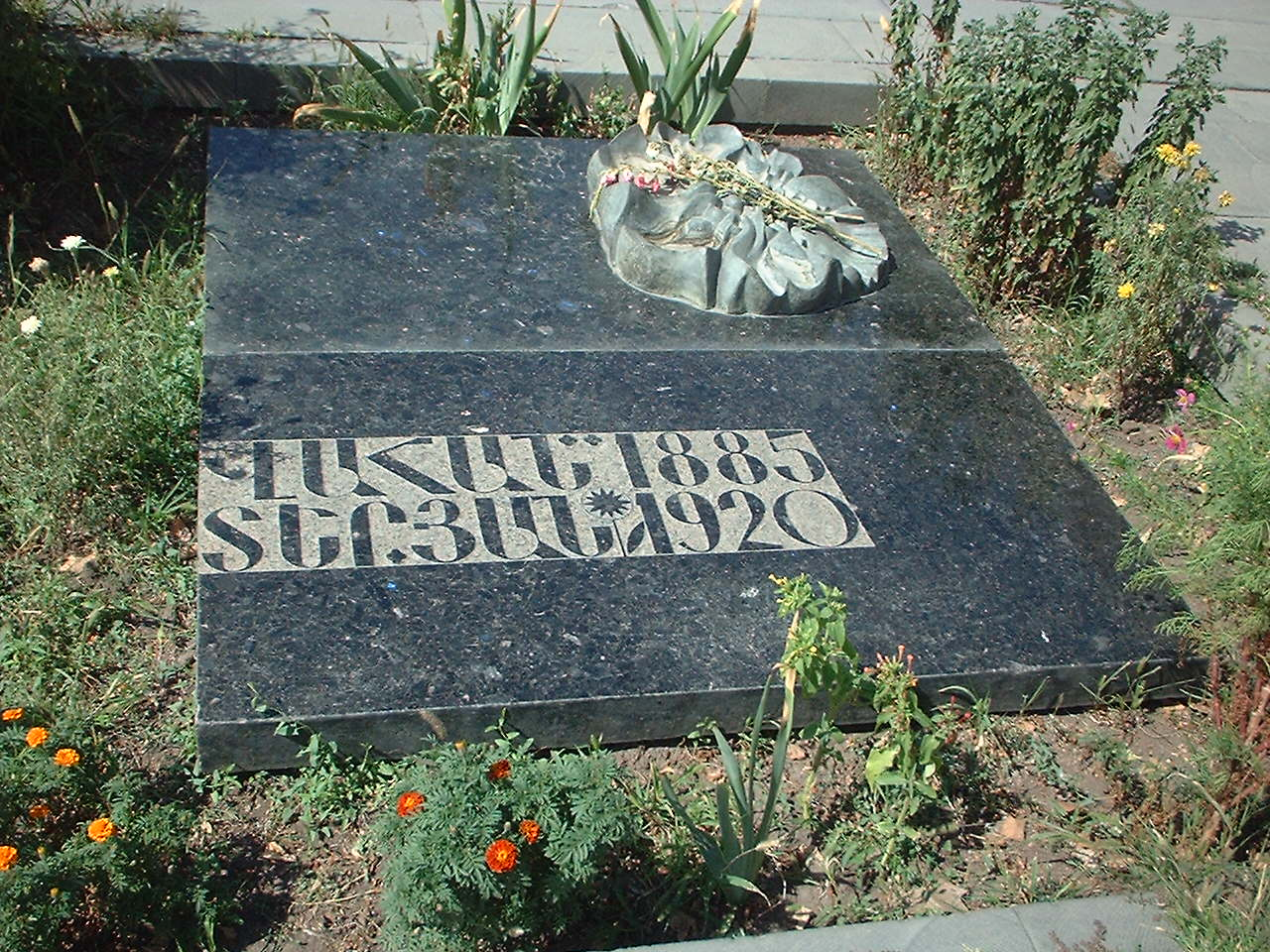

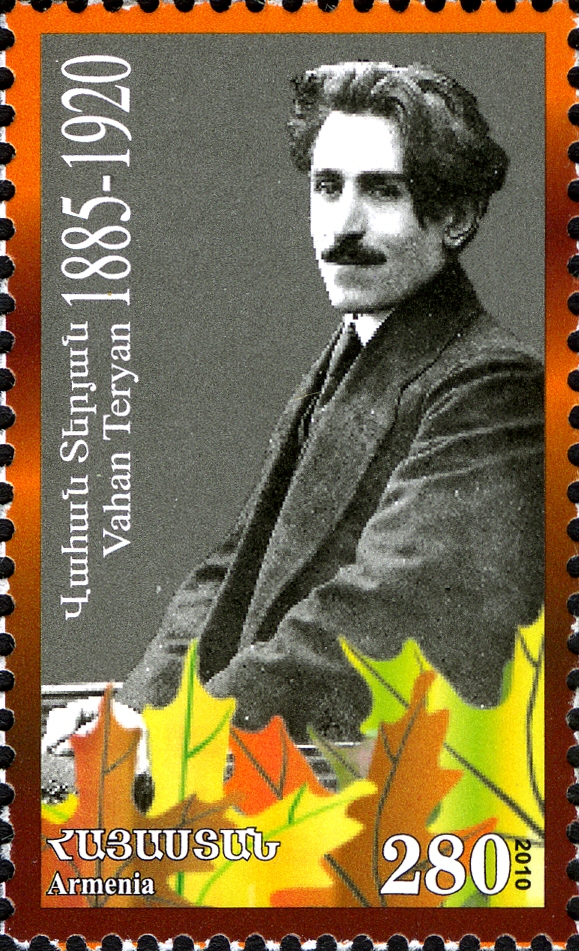

واهان سوکیاسی در-گریگوریان (به ارمنی: Վահան Սուքիասի Տեր-Գրիգորյան) با نام ادبی واهان دریان (به ارمنی: Վահան Տերյան) ‏ (۱۹۲۰-۱۸۸۵) یک شاعر، ترانه‌سرا و فعال اجتماعی اهل ارمنستان بود.

## زندگی
واهان دریان در ۶ فوریه ۱۸۸۵ در دهکده گنجه در آخالکالاکی به دنیا آمد. وی تحصیلات ابتدایی خود را شهر تفلیس انجام داد و تحصیلات عالیه را نیز در «دانشسرای عالی لازاریان» مسکو، در سال ۱۹۰۶م به پایان رسانید. سپس وارد دانشگاه مسکو شد و تا سال ۱۹۱۳م در این دانشگاه به تحصیل ادامه داد. در همان سال در دانشگاه سن پترزبورگ پذیرفته شد و در رشته زبانهای شرقی این دانشگاه به تحصیل پرداخت.
به خاطر فعالیت‌های اجتماعی اش توسط پلیس تزاری دستگیر و زندانی شد. در سال ۱۹۰۳، نخستین مجموعهٔ اشعار وی تحت عنوان (رویاهای پگاهی) در تفلیس به چاپ رسید.
واهان دریان در سال ۱۹۱۷م به سمت معاون کمیساریای امور مربوط به ارمنیان دولت شوروی برگزیده شد و به کارهای مربوط به تأمین نیازهای اقتصادی و فرهنگی ارمنیان که پس از نسل‌کشی ارمنیان به روسیه پناهنده شده بودند پرداخت.
دریان در ۷ ژانویه ۱۹۲۰ در اثر بیماری سل در شهر اورنبورگ در روسیه درگذشت.

## افکار و سبک شعری واهان دریان
واهان دریان که شاعری غزل سرا و رمانتیک بود، در سال‌های آخر عمر تحت تأثیر مبارزات ضد استبدادی مردم، شعرهایی در ستایش از انقلاب و آزادی سروده‌است.

## شعری از واهان دریان به نام (ای آزادی!)
| برپا! ای آزادی!                                    |  | شادان و پاکوبان به هر جائی تو غوغا کن!               |
| برپا! ای آزادی!                                    |  | بشکن در زندان تاریک و برون برجه تنوره زن چو بادی تند |
| خیابان‌ها و میدان‌ها فرا پوشان!                      |  | هلا! سوزان و توفانی تو برپا خیز!                     |
| همه ظلمت آبادها ره کوره‌ها را به پا در نورد         |  | به پا در نورد همه کوچه‌های پر از ازدحام               |
| به پا خیز چون آتش و تفت آتشفشان!                   |  | بپوشان خیابان و میدان                                |
| بروب و بشوی آنچه‌های است و هوی است و قیل است و قال! |  | هلا! برپا! ای آزادی!                                 |

## شعری از واهان دریان به نام (میهن من)
| چون ابر نورانی بهار، در این دنیای ظلمانی |  | لبخندی رؤیایی بر روحم انداختی                 |
| در دنیای تاریک رنج‌های قلب سرگردانم       |  | دورنگار روشنی از زندگی دیگری را برافروختی     |
| مهری آتشین را بر روح مردهٔ من حک کردی     |  | تو ای ایمان من! ای میهن من! تو ای رهائی من! ! |

## آثار
همهٔ دفترهای شعر وی در زمان حیات شاعر به چاپ رسیده‌اند و پس از مرگش تنها ۱۵۰ شعر چاپ نشده از وی به جای ماند. دفترهای شعر دِریان عبارت اند از:
- ۱۹۰۳–۱۹۱۲ - رویاهای پگاهی (Dreams of The Dawn)
- ۱۹۰۵–۱۹۰۸ - تاجی از خار (Crown of Thorn)
- ۱۹۰۸–۱۹۱۱ - شب و خاطره‌ها (Night and Reminiscences)
- ۱۹۰۸–۱۹۱۱ - داستان طلایی (Golden Tale)
- ۱۹۱۱ - بازگشت (Return)
- ۱۹۱۲–۱۹۱۹ - سرزمین نائیری (Land of Nairi)
- ۱۹۱۲–۱۹۱۹ - زنجیر طلایی (Golden Chain)
- ۱۹۱۷ - بهشت گربه (Cat Heaven)